# أقداش (تبريز)
أقداش هي قرية في مقاطعة تبريز، إيران. يقدر عدد سكانها بـ 149 نسمة بحسب إحصاء 2016.